# مينمين سبور
مينمين سبور هو نادي كرة قدم من منطقة مينمين،إزمير يلعب حالياً في دوري الدرجة الأولى التركي.